# Ctenochaetus strigosus
Ctenochaetus strigosus är en kirurgfisk som lever kring Hawaii. Födan består av alger.